# 인레호

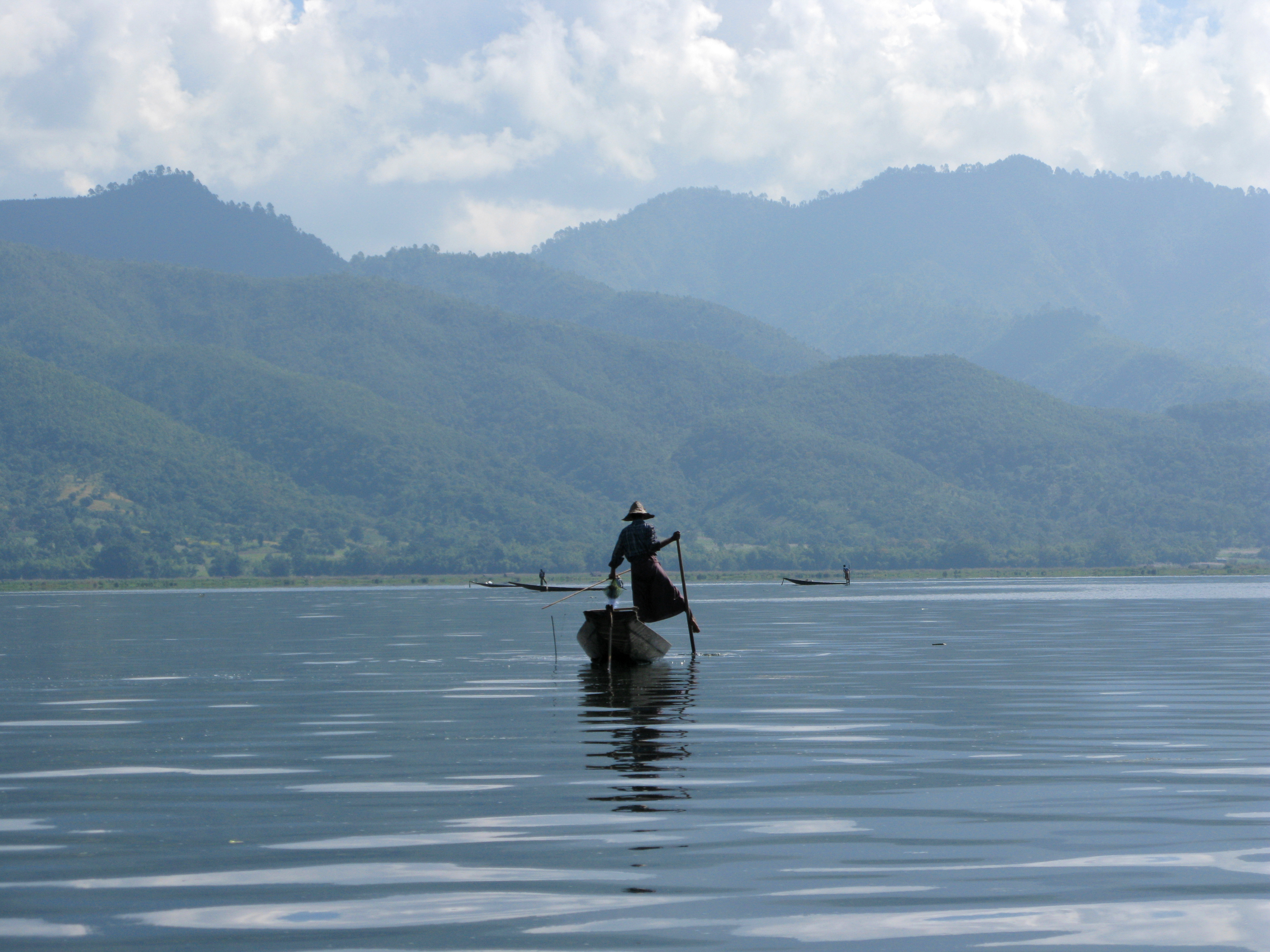
인레 호수

인레 호수는 미얀마 샨 주의 민물 호수이다. 해발 875m의 산정 호수로, 길이가 22km, 폭이 11km이다. 인레 호수 안에는 17개의 수상 마을이 있으며, 약 1,500명의 인따 족 사람들이 생활하고 있다.